# Ихракаси
Ихрака́си (рос. Ыхракасы, чув. Ыхракасси) — присілок у складі Красноармійського району Чувашії, Росія. Входить до складу Пікшицького сільського поселення.
Населення — 67 осіб (2010; 94 у 2002).
Національний склад:
- чуваші — 100 %